# Grana - Mellea
Il Grana - Mellea è un torrente della Provincia di Cuneo.

## Percorso
Nasce nel comune di Castelmagno presso la Fonte Negra (circa a 2.300 m), ai piedi delle Rocce Ciarmetta e a valle del colle di Esischie. Con il nome di Grana prosegue attraverso i centri abitati di Pradleves, Monterosso Grana e Valgrana, entrando nella pianura a Caraglio. Dopo il passaggio nel territorio di Cuneo, poco oltre Centallo cambia nome in Mellea (nome dell'omonima frazione di Fossano) e attraversa da sud a nord tutto il territorio saviglianese, costeggiando la zona est della città, e sempre verso nord, giunge nel comune di Cavallermaggiore, dove sfocia nel torrente Maira.
Le sue acque vengono captate presso Chiappi di Castelmagno per scopi idroelettrici fino alla centralina di fraz. Einaudi, dove vengono restituite al torrente.